# 김해중학교
김해중학교(金海中學校)는 대한민국 경상남도 김해시 부원동에 있는 공립 중학교이다.

## 학교 연혁
- 1951년 9월 1일 : 학제변경으로 김해 공립농업학교에서 3년제 중학교로 분리 12학급, 수업은 농고 교사에서 실시, 초대 이갑도 교장 겸임
- 1952년 3월 25일 : 제1회 졸업식 (249명)
- 1952년 5월 17일 : 교사 이전(부원동 현 교지) 가 교사 18실
- 1956년 2월 24일 : 석조교사 19실 준공
- 1991년 5월 1일 : 체육관 개관 (학교부지 도로 편입 보상금에 의함)
- 1997년 3월 1일 : 도지정 연구학교(교육과정)
- 1998년 12월 2일 : 도서관 개관
- 2006년 11월 9일 : 급식시설 완공
- 2007년 6월 28일 : 인조잔디 구장 준공
- 2008년 3월 1일 : 31(1)학급 편성
- 2012년 3월 1일 : 과목중심 교과교실제 실시 (수학 3실, 과학 2실)
- 2023년 2월 7일 : 제72회 졸업식(졸업생수 67명, 누적 졸업생수 28,918명)
- 2023년 3월 2일 : 제75회 입학식(신입생수 27명)
- 2023년 9월 1일 : 제28대 박경규 교장 부임

## 참고 자료
- 김해중학교 - 한국교육학술정보원 학교알리미